# Tim Dillon
Timothy  Dillon (nacido el 21 de marzo de 1963 en Franklin Grove, Illinois) es un exjugador de baloncesto estadounidense. Con 2.05 metros de estatura, jugaba en la posición de ala-pívot.

## Carrera

### Universidad
De 1980 a 1984 disputó cuatro temporadas con los Huskies de la Universidad del Norte de Illinois.

### Profesional
Se presentó al Draft de la NBA de 1984 donde fue elegido en el puesto 49 (tercera ronda) por Chicago Bulls.
No llegó a debutar y se marchó a Italia a jugar con el Pallacanestro Trieste de la Serie A en la 1984-85.
Al año siguiente, jugó con el Licor 43 Santa Coloma de la primera división española.